# 王志涛

王志涛（1937年—2009年5月27日），原名王之涛，河北沧州人，回族，相声演员。

## 生平
1937年出生于丹东市，15岁到沈阳铁厂当学徒。1956年参加沈阳市总工会业余艺术团。1962年进入沈阳艺术团，杨海荃的徒弟。搭档为陈连仲。2009年5月27日凌晨1时40分，王志涛因病医治无效，在沈阳去世，享年72岁。

## 作品
代表作品有《协作之花》、《杨香草与田喜哥》、《黑帮宴》、《开拍之前》、《特殊生活》、《心中的歌》、《台湾来信》、《百听不厌》等。
表演特点声音宏亮，模仿力较强。擅长柳活。作品《黑帮宴》曾获全国优秀曲艺创作、表演一等奖。《特殊生活》曾获全国优秀曲艺创作、表演二等奖，并作为第二个节目，在1979年中央新闻纪录电影制片厂拍摄的影片——《笑》中登场。《百听不厌》获“金狮杯”相声比赛一等奖。